# Socjalistyczna Republika Słowenii
Socjalistyczna Republika Słowenii (słoweń. Socialistična Republika Slovenija) – jedna z sześciu republik wchodzących w skład Socjalistycznej Federacyjnej Republiki Jugosławii. Stolica mieściła się w Lublanie.
Utworzona 19 lutego 1944 roku jako Ludowa Republika Słowenii. 31 stycznia 1946 weszła w skład Federalnej Ludowej Republiki Jugosławii. 7 czerwca 1963 roku jej nazwę zmieniono na Socjalistyczna Republika Słowenii. 25 czerwca 1991 roku uzyskała niepodległość jako Słowenia.